# Вакуленко Дмитро Вікторович
Вакуленко Дмитро Вікторович (нар. 10 квітня 1973, м. Воронеж, Росія) — український вчений в галузі медичної інформатики і кібернетики. Доктор біологічних наук (2016), професор (2019), завідувач кафедри медичної інформатики Тернопільського національного медичного університету імені І. Я. Горбачевського (2016), громадський діяч (2000), підприємець.

## Життєпис
У 1997 році Вакуленко Д. В. закінчив електро—механічний факультет Тернопільського державного технічного університету імені І. Пулюя і отримав спеціальність «Біотехнічні апарати та системи» і кваліфікацію інженер-електронік. 
У 2002 році закінчив Тернопільську державну медичну академію імені І. Я. Горбачевського і отримав кваліфікацію медичної сестри.
1997—2000 р. — інженер—конструктор відділу побутової радіоапаратури Тернопільського радіозаводу «Оріон».
З 2002 р. працює на кафедрі медичної інформатики у Тернопільському медичному університеті: асистент (2002—2009), доцент (2009—2016). 
З 2016 року очолює кафедру медичної інформатики ТНМУ. З 2019 року Професор кафедри медичної інформатики.

## Наукова діяльність
У 2009 році Вакуленко Д. В. захистив кандидатську дисертацію «Моделі та методи оптимізації процесів реконструкції кісткової тканини» (спеціальність 01.05.04 — системний аналіз і теорія оптимальних рішень) у спеціалізованій вченій раді Д 26.001.35 Київського національного університету імені Тараса Шевченка.
У 2016 році захистив докторську дисертацію «Інформаційна система медичної (фізичної) реабілітації» (спеціальність 14.03.11 — медична та біологічна інформатика і кібернетика) у  Національній медичній академії післядипломної освіти ім. П. Л. Шупика. 
- Сфера наукових інтересів: медична інформатика та кібернетика, медичні інформаційні системи, математичне моделювання, системний аналіз, методи обробки та аналізу біосигналів, артеріальна осцилографія[1] інтегровано у Програмний комплекс "Оранта-АО [Архівовано 2 травня 2022 у Wayback Machine.]". 
Автор медичної інформаційної системи Оранта-МІС [Архівовано 3 травня 2021 у Wayback Machine.].

Співавтор методу артеріальної осцилографії (за Вакуленко Д. В., Вакуленко Л. О.) Додатково, крім визначення значень систолічного та діастолічного тиску та частоти серцевих скорочень при вимірюванні артеріального тиску електронним тонометром запропонував використовувати методи морфологічного, часового, спектрального та кластерного аналізу для артеріальних осцилограм. В січні 2022 року ТОВ "Укрмедсерт" [Архівовано 3 квітня 2022 у Wayback Machine.] видав сертифікати відповідності системи управління якістю  згідно ДСТУ EN ISO 13485:2018 [Архівовано 14 травня 2022 у Wayback Machine.] та вимогам технічного регламенту щодо медичних виробів Програмного комплексу "Оранта-АО [Архівовано 2 травня 2022 у Wayback Machine.]" клас ІІа. 
Автор та співавтор більше 100 наукових публікацій, навчально-методичних посібників, національних підручників, 1 монографії, 7 патентів.   
Член спеціалізованої вченої ради Д 26.613.10.

## Громадська діяльність
Голова ради Громадської організації «Центр Гармонія».
Дмитро Вакуленко - співкоординатор, експерт впровадження цінностей Української хартії вільної людини в громаді та освіті м. Тернополя. 
Організував експозицію «Чудотворні ікони Тернопілля», експозиція комп'ютерних копій картин Т. Г. Шевченка (близько 50 картин) для працівників, студентів та школярів середніх та вищих навчальних закладів Тернопілля. 
Для візуалізації цінностей викладених в Українській хартії вільної людини створено ютуб-канал «Живімо за Українською хартією вільної людини» [Архівовано 5 травня 2021 у Wayback Machine.].